# اداره تحقیقات دولتی
اداره تحقیقات دولتی (به انگلیسی: State Research Bureau) یک فیلم اکشن اوگاندایی به کارگردانی مت بیش محصول سال ۲۰۱۱ سینمای اوگاندا است. این داستانی مبتنی بر گذشته تاریک اوگاندا است و وحشیگری پلیس اطلاعات مخفی را، آشکار می‌کند.

## داستان
قبل از سال ۱۹۸۶، خانواده ای سعی می‌کند از کشور آشفته فرار کند، اما توسط مأموران دولت رهگیری می‌شود. آنها با سروان بدنامی بنام یوسف که یک خانه امن (زندان) را اداره می‌کند، ملاقات می‌کنند و ...